# Sveti Jošt nad Kranjem
Sveti Jošt nad Kranjem je naselje u slovenskoj Općini Kranju. Sveti Jošt nad Kranjem se nalazi u pokrajini Gorenjskoj i statističkoj regiji Gorenjskoj. 

## Stanovništvo
Prema popisu stanovništva iz 2002. godine naselje je imalo 5 stanovnika.